# Бончо Василев
Бончо Боцев Василев е български военен, капитан, и революционер, войвода на Вътрешната македонска революционна организация.

## Биография
Бончо Василев е роден Етрополе през 1872 година. Чичо му Лука Боцов е участник в чета и неколкократно ранен, а другият му чичо Михаил загива като четник в Руско-турскатата война (1877 – 1878).
През 1892 година завършва Школата за запасни подофицери и постъпва на служба в Българската армия и служи в Седемнадесети пехотен доростолски полк, в който става член е на Тайните македоно-одрински подофицерски братства на Върховния комитет. Стига до чин фелдфебел.
През 1904 година след Илинденско-Преображенското въстание Бончо Василев е изпратен от Задграничното представителство на ВМОРО за войвода на чета, която действа в Преспанско и Охридско. В края на годината се завръща в България и подготвя нова чета за Костурския район, в който са се активизирали гръцките чети. Четата на Бончо Василев в състав от 15 души, предимно от Костурско, влиза в Македония през Кюстендилския пункт на 11 април 1905 година и се отправя за Костурския район. В началото на декември Бончо Василев е ранен и се завръща в България на 21 декември 1905 година.
| Чета на Бончо Василев, 11 април 1905 година | Чета на Бончо Василев, 11 април 1905 година | Чета на Бончо Василев, 11 април 1905 година | Чета на Бончо Василев, 11 април 1905 година | Чета на Бончо Василев, 11 април 1905 година |
| Номер                                       | Име                                         | Селище                                      | Околия                                      | Забележка                                   |
| ------------------------------------------- | ------------------------------------------- | ------------------------------------------- | ------------------------------------------- | ------------------------------------------- |
| 1.                                          | Бончо Василев                               | Етрополе                                    |                                             |                                             |
| 2.                                          | Яни Николов (Лошио)                         | Мокрени                                     | Костурска                                   |                                             |
| 3.                                          | Георги Стойчев                              | Поздивище                                   | Костурска                                   |                                             |
| 4.                                          | Киряк Янков                                 | Черешница                                   | Костурска                                   |                                             |
| 5.                                          | Кръсто Димитров                             | Апоскеп                                     | Костурска                                   |                                             |
| 6.                                          | Григор Василев                              | Мокрени                                     | Костурска                                   |                                             |
| 7.                                          | Атанас Стоянов                              | Косинец                                     | Костурска                                   |                                             |
| 8.                                          | Георги Атанасов                             | Дебрец                                      | Кайлярска                                   |                                             |
| 9.                                          | Георги Сидерков                             | Косинец                                     | Костурска                                   |                                             |
| 10.                                         | Никола Мицев                                | Неволяни                                    | Леринска                                    |                                             |
| 11.                                         | Тодор Атанасов                              | Прилеп                                      | Битолска                                    |                                             |
| 12.                                         | Петър Илиев                                 | Прилеп                                      | Битолска                                    |                                             |
| 13.                                         | Кръсто Славев                               | Варош                                       | Битолска                                    |                                             |
| 14.                                         | Павел Николов                               | Велес                                       |                                             |                                             |
| 15.                                         | Михаил Николов                              | Пространи                                   | Битолска                                    |                                             |
| 16.                                         | Георги Потрушов                             | Пехчево                                     | Скопска                                     |                                             |
| 17.                                         | Никола Тодоров                              | Акчар                                       | Видинска                                    |                                             |
| 18.                                         | Милан Маноилов                              | Лукавица                                    | Царибродска                                 |                                             |
| 19.                                         | Христо Контев                               | Севлиево                                    |                                             |                                             |
| 20.                                         | Георги Иванов                               | Варна                                       |                                             |                                             |
| 21.                                         | Захари Иванов                               | Дряново                                     | Поповска                                    | [ 2 ]                                       |

Отново постъпва на военна служба и завършва Школата за запасни офицери, след което е произведен в офицерски чин. Участва във войните за национално обединение 1912 – 1913 и 1915 – 1918 г. и стига до чин капитан.
След 1919 година се оттегля от армията и се установява да живее в Берковица, където умира на 4 февруари 1937 година.

## Военни звания
- Запасни подпоручик (1892)
- Подпоручик (20 април 1905)
- Поручик (28 юли 1913)
- Капитан (25 юни 1920)